# معهد وادي عربة للدراسات البيئية
معهد وادي عربة للدراسات البيئية هو مركز أبحاث وتعليم بيئي يقع في كيبوتس كيتورا على الجانب الإسرائيلي من وادي عربة. تأسس المعهد عام 1996 ويهدف إلى تعزيز التعاون الإقليمي في القضايا البيئية عبر الحدود، تحت شعار "الطبيعة لا تعرف الحدود السياسية". يركز المعهد على دراسة النظم البيئية الصحراوية، والاستدامة، والطاقة المتجددة، مع إشراك طلاب وباحثين من إسرائيل، فلسطين، والأردن ودول أخرى. في عام 2024، رشح المعهد لجائزة نوبل للسلام تقديرًا لجهوده في بناء جسور التعاون البيئي بين المجتمعات المختلفة.

## الطلاب والبرامج الأكاديمية
يُقيم طلاب معهد وادي عربة للدراسات البيئية في كيبوتس كيتورا خلال فترة دراستهم لمجموعة متنوعة من المواضيع البيئية، بما في ذلك التنمية المستدامة، إدارة المياه، القوانين البيئية، السياسات الاقتصادية، والعلوم البيئية. تُقدَّم الدروس باللغة الإنجليزية، ويُشارك في التدريس أساتذة زائرون من جامعات محلية ودولية، بالإضافة إلى خبراء في السياسة العامة وإدارة الموارد المائية.
يستقطب المعهد طلابًا من خلفيات وجنسيات متنوعة، بما في ذلك إسرائيليون، فلسطينيون من الداخل الفلسطيني المحتل، القدس، الضفة الغربية، وقطاع غزة، إضافة إلى طلاب من الأردن، مصر، دول عربية أخرى، يهود أمريكيين، وطلاب دوليين آخرين. منذ تأسيسه عام 1996، استضاف المعهد أكثر من 800 طالب من مختلف أنحاء العالم.
يُتيح المعهد للطلاب الالتحاق ببرامج دراسية فصلية أو سنوية معتمدة من جامعة بن غوريون وكلية ديفيدسون في الولايات المتحدة الأمريكية، بالإضافة إلى برنامجين للماجستير:
- ماجستير في دراسات الصحراء البيئية.
- ماجستير في إدارة الأعمال البيئية، الذي يدمج بين الاستدامة البيئية ومهارات إدارة الأعمال. كما يُقدِّم المعهد دورة صيفية لمدة ثلاثة أسابيع تركز على التنوع البيولوجي والتحديات البيئية في وادي عربة.

يتعين على جميع طلاب المعهد إكمال ندوة غير معتمدة حول بناء السلام والقيادة البيئية، والتي تُوفر لهم مساحة للحوار حول العرق، الدين، الهوية، والسياسات.
يعمل العديد من خريجي المعهد في مجالات البيئة أو بناء السلام، وقد أنشأ المعهد شبكة خريجين لدعمهم من خلال توفير الاتصالات الشخصية والمهنية، إضافة إلى رأس مال أولي لمشاريعهم التي تعزز التعاون بين الثقافات.

## مراكز الأبحاث
بالإضافة إلى برامجه الأكاديمية، يُجري معهد وادي عربة للدراسات البيئية أبحاثًا عابرة للحدود عبر عدة مراكز بحثية متخصصة :
- مركز البيئة الاجتماعية في المناطق شديدة الجفاف (CHASE) يركز على دراسة النظم البيئية الطبيعية في وادي عربة وتفاعلها مع المجتمعات المحلية. يضم باحثين من الأردن وإسرائيل لرسم خرائط التنوع البيولوجي في المنطقة، بهدف حماية الموارد الطبيعية وتعزيز التنمية المستدامة.
- مركز الطاقة المتجددة والحفاظ على الطاقة (CREEC) يعمل على تطوير أبحاث سياسات الطاقة، بما في ذلك الوقود الشمسي، تقنيات الخلايا الكهروضوئية، طاقة الرياح والطاقة الشمسية الحرارية، إضافة إلى ابتكار تقنيات بناء موفرة للطاقة في المناخات الصحراوية.
- مركز الزراعة المستدامة (CSA) يركز على دراسة الأراضي القاحلة ومواردها الطبيعية. من أبرز مشاريعه إنبات بذرة تمر عمرها 2000 عام، المعروفة باسم "ميثوسيلا"، وإعادة زراعة شجرة اللبان في المنطقة بعد اختفائها لمدة 1500 عام.[7]
- مركز إدارة المياه العابرة للحدود (CTWM) يوفر منصة للتعاون بين خبراء المياه وصنّاع القرار في إسرائيل وفلسطين والأردن، في مجالات حفظ المياه، التحلية، معالجة مياه الصرف الصحي، والتعليم البيئي. تشمل مشاريعه تركيب أنظمة لمعالجة المياه الرمادية في إسرائيل والضفة الغربية، والبحث في قضايا الفجوات المائية والتحلية في منطقة البحر الميت.
- مركز سياسات وأبحاث التغير المناخي ، وهو مركز جديد يهدف إلى تعزيز رفاهية الأنظمة الطبيعية والبشرية في وادي عربة من خلال الأبحاث والمبادرات المجتمعية العابرة للحدود. يسعى إلى إعادة بناء الروابط بين المجتمعات الأردنية والإسرائيلية الجنوبية عبر البحث العلمي، بناء القدرات، وصياغة السياسات البيئية والتنموية المستدامة. تشمل أنشطته مشاريع في السياحة البيئية، التعليم البيئي، تمكين المرأة، الزراعة، وإدارة الموارد البيئية المجتمعية. يديره خريجا معهد وادي عربة، سليمان هلسة من الأردن ورينا كيدم (إسرائيل).
- مركز وادي عربة للتنمية المستدامة (ACSD) يسعى إلى مكافحة الفقر، تعزيز الاستدامة، وتمكين المجتمعات من خلال دعم مشاريع تنموية بيئية محلية. ومن أبرز مشاريعه برنامج "أثلام في الصحراء" في توركانا، كينيا، الذي يهدف إلى تعزيز الأمن الغذائي عبر بناء القدرات المحلية في الزراعة المستدامة. [8]

## دعوات مقاطعة وادي عربة
يواجه معهد وادي عربة دعوات متكررة للمقاطعة من قبل منظمات حقوقية فلسطينية ودولية بسبب تعاونه الوثيق مع المؤسسات الإسرائيلية الرسمية، مثل الصندوق القومي اليهودي (JNF)، الذي يلعب دورًا رئيسيًا في مصادرة الأراضي الفلسطينية وتهجير السكان الأصليين، لا سيما في صحراء النقب حيث يقع المعهد. في عام 2010، استهدف المعهد بالمقاطعة عقب تنظيمه لحدث بعنوان "مع الأرض ومع بعضنا البعض"، الذي قُدم كاحتفال بالتعاون البيئي بين الفلسطينيين والإسرائيليين والأردنيين، لكنه تعرض لانتقادات واسعة بسبب تجاهله لسياسات الاحتلال الإسرائيلي، مثل الاستيطان، هدم المنازل، سرقة الموارد المائية، وتدمير القرى الفلسطينية. اعتبر ناشطون أن هذه الفعاليات تروج لـ"التعايش" دون معالجة جذور الصراع القائمة على الاستعمار والتمييز العنصري، مما يعزز التطبيع مع الاحتلال على حساب الحقوق الفلسطينية. 
في خطوة مهمة لحركة المقاطعة وسحب الاستثمارات وفرض العقوبات (BDS)، قررت كلية الدراسات البيئية (FES) في جامعة يورك – ثالث أكبر جامعة في كندا – إنهاء شراكتها مع معهد وادي عربة للدراسات البيئية . جاء هذا القرار بعد تصويت مجلس الكلية في 26 أكتوبر 2017 لصالح عدم تجديد اتفاقية التعاون الطويلة الأمد بين المؤسستين، حيث أيد 15 عضوًا القرار مقابل 7 معارضين وامتناع واحد عن التصويت. أدانت الكلية المعهد بسبب "تاريخه في التستر البيئي على الانتهاكات البيئية والجرائم التي يرتكبها الاحتلال الإسرائيلي".
يُموَّل معهد وادي عربة من قِبل الصندوق القومي اليهودي (JNF)، وهو منظمة شبه حكومية إسرائيلية لعبت دورًا محوريًا في المشروع الاستعماري الإسرائيلي لأكثر من قرن، متسببة في تهجير السكان الفلسطينيين الأصليين وتدمير بيئتهم. ومع ذلك، يتفاخر المعهد بشراكته مع الصندوق، متجاهلًا دوره في التهجير القسري والاستيطان وسرقة الأراضي.
منذ تأسيسه عام 1996، كان المعهد جزءًا من مبادرات "الشعب إلى الشعب" (P2P) التي تهدف إلى تعزيز التعاون بين الإسرائيليين والفلسطينيين. غير أن هذه البرامج فشلت في تحقيق السلام الحقيقي، إذ ركزت على "التعايش" دون الاعتراف بجذور الظلم الذي يعاني منه الفلسطينيون أو الحاجة إلى مقاومته، مما يجعلها أداة للتطبيع والتستر البيئي على جرائم الاحتلال الاسرائيلي. 